# Gragnano
Gragnano est une ville italienne d'environ 28 850 habitants, située dans la ville métropolitaine de Naples, dans la région Campanie, dans le sud de l'Italie.

## Géographie
Située au pied des monts Lattari, Gragnano occupe une position stratégique pour ce qui concerne l'observation.

## Économie
Elle est souvent appelée città della pasta (ville des pâtes). À Gragnano, c'est à partir de la fin du XVIe siècle qu'apparaissent les premiers fabricants artisanaux de pâtes alimentaires : la qualité de leurs productions est encore aujourd'hui une des meilleures du monde.

## Administration
| Période                                  | Période | Identité | Étiquette | Qualité |
| ---------------------------------------- | ------- | -------- | --------- | ------- |
|                                          |         |          |           |         |
| Les données manquantes sont à compléter. |         |          |           |         |

### Hameaux
Aurano, Caprile

### Communes limitrophes
Agerola, Casola di Napoli, Castellammare di Stabia, Lettere, Pimonte, Ravello, Sant'Antonio Abate, Santa Maria la Carità, Scala (Italie)